# Combat de Kondaoui
Guerre du Mali
Batailles
Le combat de Kondaoui se déroule lors de la guerre du Mali. Une colonne française surprend un groupe de djihadistes dans le désert au nord de Tombouctou.

## Déroulement
Le 22 janvier 2014, une colonne française forte de plus d'une centaine de soldats transportés par des blindés sort de la ville de Tombouctou et se porte vers le nord-ouest, puis oblique vers l'est après avoir parcouru une cinquantaine de kilomètres,,. 
Dans la nuit du 22 au 23 janvier, les Français attaquent un groupe de djihadistes dans le désert à environ 130 kilomètres au nord de Tombouctou,. Le combat a lieu au sud du village de Kondaoui, où les djihadistes étaient probablement venus pour se ravitailler en eau et en vivres. Selon un habitant, les Français attaquent avec des soldats des Forces spéciales soutenus par des hélicoptères.

## Pertes
Officiellement, d'après l'état-major français, une dizaine de « terroristes » sont tués et un soldat français est blessé à la suite d'une « action d'opportunité ». Selon des militaires français et maliens, le bilan est plus précisément de 11 morts du côté des rebelles salafistes et d'un blessé au pronostic vital non engagé pour les Français,. En outre, deux pick-up des djihadistes ont été détruits. Au moins un des morts djihadistes est identifié ; l'Algérien Abdelkader Ben Boucha, 33 ans, originaire d'El Oued.